# Bay window

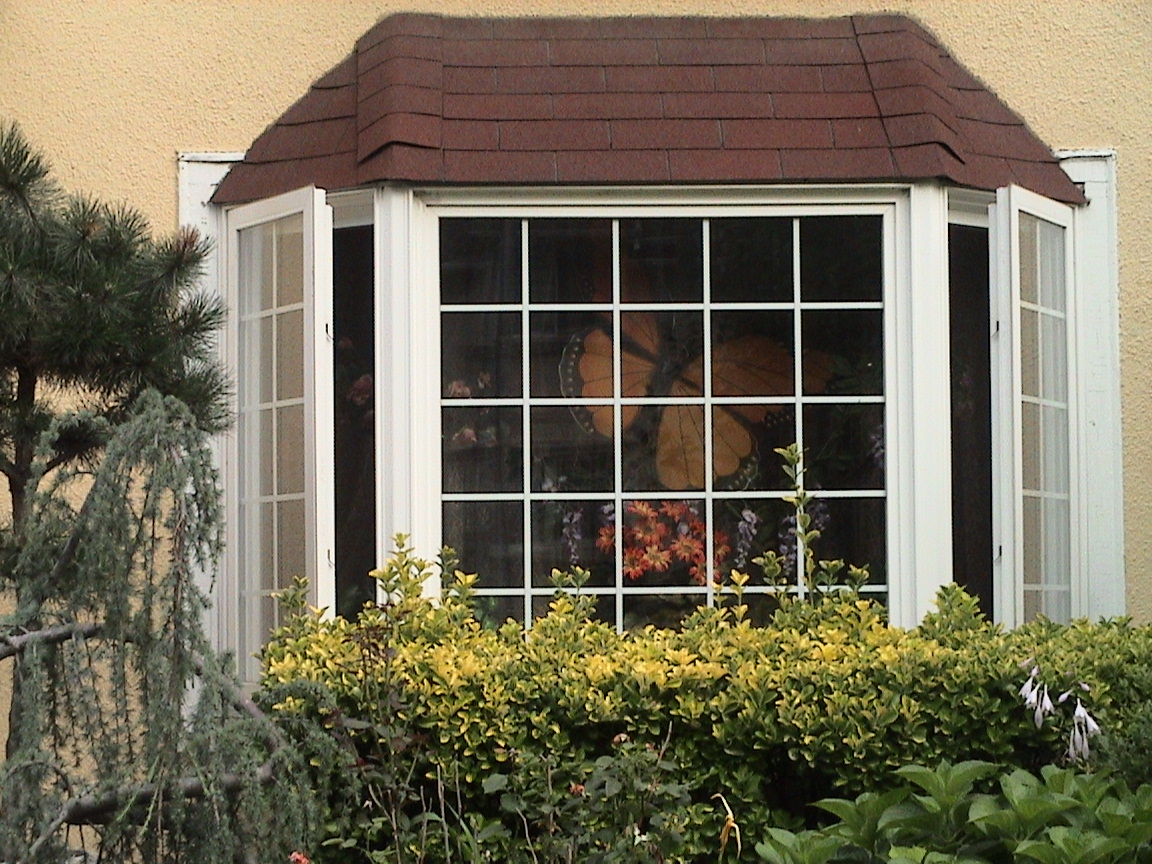

Uma  bay window  ou janela saliente é um tipo de janela que se projeta para fora do edifício, sendo protegida por vidros e geralmente instalada no térreo.
As janelas salientes estão associadas com a arquitetura vitoriana e ganharam popularidade nos anos de 1870.
Elas são comumente usadas para criar a ilusão de uma sala maior e para aumentar a entrada da luz natural no edifício.